# Isaac Goldemberg
Isaac Goldemberg Bay (Chepén, 1945) es un escritor, poeta, novelista, cuentista y dramaturgo judeo-peruano. Su peculiaridad, dejando aparte su excelencia literaria, consiste en que "se trata del primer escritor judeo-peruano de relieve continental y el que dio a conocer en escala internacional aspectos, por muchos ignorados, de las luchas cotidianas, de los tropiezos y logros de los judíos del Perú, y de su difícil inserción en la urdimbre social de aquel país sudamericano".

## Trayectoria
Nació en Chepén, Perú, en 1945. Hijo de Isaac Goldemberg Roseman (Rusia) y de Bertila Bay Alvarado (Perú). A los 8 años (1953) fue llevado por su padre a Lima, donde estudió en el Colegio "León Pinelo" y en el Colegio Militar "Leoncio Prado". Con 16 años viajó a Israel y permaneció allí hasta 1963. Luego vivió en Barcelona hasta 1964, cuando se mudó a Nueva York.
Fue catedrático de la New York University (1972-1986) y actualmente es profesor distinguido de Humanidades del Hostos Community College de la Universidad de la Ciudad de Nueva York, donde dirige el Instituto de Escritores Latinoamericanos y la revista internacional de cultura Hostos Review. Es también miembro numerario de la Academia Norteamericana de la Lengua Española (ANLE), y profesor honorario de la Universidad Ricardo Palma, de Lima.
Su abundante obra ha sido traducida a varios idiomas y publicada en numerosas revistas y antologías de América Latina, Europa y los Estados Unidos.

## Obra
Ha publicado cuatro novelas, dos libros de relatos, trece de poesía y tres obras de teatro, entre los que destacan:
- De Chepén a La Habana (1973).
- La vida a plazos de don Jacobo Lerner (1978).
- Hombre de paso (1981).
- Tiempo al tiempo (1984).
- El Libro de la Escritura (1989).
- La vida al contado (poesía), Lluvia Editores, 1991.
- Misterios (1996).
- El gran libro de América judía (1998).
- Hotel AmériKKa (2000).
- Peruvian blues (2001).
- El nombre del padre (2001).
- Golpe de gracia (2003).
- Los Cementerios Reales (2004).
- La vida son los ríos (antología poética), 2005.
- Tierra de nadie (2006).
- Libro de las transformaciones (poesía), Universidad Nacional Mayor de San Marcos, 2007.
- Monos azules en Times Square (2008).
- Acuérdate del escorpión (novela), Universidad Inca Garcilaso de la Vega, 2010.
- Chepén, madre de arena (miscelánea), con Eduardo González Viaña, Gráfica Real, 2015.
- Philosophy and Other Fables (relatos), Nueva York, 2016.
- Remember the Scorpion (novela), Los Ángeles, 2015.
- Libro de reclamaciones. Antología poética personal (1981-2014), prólogo e ilustraciones de Juan Carlos Mestre, Palma de Mallorca, 2018.
- "Sueño del Insomnio/Dream of Insomnia" (poemas) (prólogo y traducción al inglés de Sasha Reiter), Nueva York: Nueva York Poetry Press, 2021.
- "El gusano saltarín y otros poemas/The Leaping Worm and Other Poems" (prólogo de Miguel Ángel Zapata y colofón y traducción al inglés de Sasha Reiter), Buenos Aires: Buenos Aires Poetry, 2023.
- "Libro de las Raíces/Saphi Libro" (poemas, edición bilingüe español-quechua - traducción de Odi Gonzales). Lima: Editorial Casatomada, 2023.

## Premios, distinciones y reconocimientos
Ha recibido varios premios, distinciones y reconocimientos, entre ellos:
- Premio "Nuestro de Novela" (Nueva York, 1977).
- Premio "Judah Jacobson Award" (Boston, 1996): en reconocimiento a su trayectoria literaria.
- Premio "Estival" (Venezuela, 2003): por su obra Golpe de gracia, farsa en un acto.[7]
- "Orden de Don Quijote" (Nueva York, 2005): otorgado por la St. John's University y la Sociedad Nacional Honoraria Hispana en reconocimiento a su trayectoria literaria.[8]
- Premio a la Excelencia "TUMI-USA Award 2014" (Nueva York, 2014): como un reconocimiento, de gratitud y admiración y por la invalorable contribución al bienestar común, en las ciudades donde han sido seleccionadas, como porta estandartes de la imagen del Perú en el exterior.[9]
- En 1995 su novela La vida a plazos de don Jacobo Lerner, traducida a varios idiomas, fue incluida entre las 25 mejores novelas peruanas de todos los tiempos;[10] y en 2001 fue seleccionada por el Yiddish Book Center de Estados Unidos como una de las 100 obras más importantes de la literatura judía mundial de los últimos 150 años. De esta novela Mario Vargas Llosa ha dicho que «coloca a Isaac Goldemberg como uno de los más altos exponentes de la nueva narrativa latinoamericana». Alfredo Bryce Echenique, por su parte, ha comentado que «La vida a plazos de don Jacobo Lerner es una de las novelas más importantes publicadas en el Perú». Y el escritor mexicano José Emilio Pacheco ha declarado que «[...] Esta novela se mantiene en pie como una de las grandes obras de la literatura peruana, hispanoamericana y de lengua española. No creo exagerar al decir que La vida a plazos de don Jacobo Lerner es ya uno de nuestros clásicos».[11] El conjunto de su obra ha sido calificado de «exponente de una literatura transnacional y producto de mestizaje».[12]